# Jean-Claude Hocquet
Jean-Claude Hocquet, né en 1936 est un historien français, spécialiste du Moyen Âge.

## Biographie
Né dans une famille ouvrière du bassin métallurgique de la vallée de la Sambre, après ses études à l'école d'Aulnoye (Nord-France) puis au collège classique de Maubeuge, enfin à la Faculté des Lettres de Lille. Agrégé d'histoire, Jean-Claude Hocquet s'est vite imposé comme spécialiste du sel et de Venise à l'époque médiévale. Il a soutenu une thèse sur Le sel et la fortune de Venise (Paris-IV, 1975). Il enseigna à la Sorbonne et à l'École des Hautes études en sciences sociales (EHESS à Paris) et fut professeur aux universités de Venise et de Lille, directeur de recherches au CNRS (1988). 
Jean-Claude Hocquet est aujourd'hui directeur de recherches émérite de l'université de Lille. Il a participé en tant que conseiller historique à de nombreuses expositions  qui se sont tenues en Europe occidentale (Allemagne, Espagne, France et Italie), dont la grande exposition présentée par l'Institut du monde arabe sur Venise et l'Orient (octobre 2006-avril 2007).
Il a exercé des fonctions nationales : président du Comité français de métrologie historique, et internationales : secrétaire-général puis président du Comité international de métrologie historique, 1985-2004 (à ce titre il était membre du Comité international des sciences historiques), président de la Commission internationale d'histoire du sel, 1987-2001, membre de la Deputazione di storia per le Venezie, Venise (depuis 1971). 

## Publications (livres)
- Le sel et la fortune de Venise (2 vol., Presses Lille-III, 1978-1979), traduit en italien
- Le sel et le pouvoir : de l'an mil à la Révolution française (Albin Michel, 1985), traduit en allemand et italien
- Les hommes et la mer dans l'Europe du Nord-Ouest de l'Antiquité à nos jours, Lille 1986
- Horizons marins, itinéraires spirituels (Ve – XVIIIe siècles), vol. I, Mentalités et sociétés, vol. II, Marins, navires et affaires, Paris, Publ. Sorbonne 1987
- Le roi, le marchand et le sel, PU Lille 1987
- Les pêcheries médiévales, in M. MOLLAT, Histoire des pêches maritimes en France, Toulouse, Privat, 1987
- (de) Metrologische Strukturen und die Entwicklung der alten Mass-Systeme, St. Katharinen, Scripta Mercaturae Verlag 1988
- Introduction à la métrologie historique, Paris, Ed. Economica 1989
- Le sel de la terre, Paris, Ed. Du May 1989
- Genèse et diffusion du système métrique, Paris 1989
- (de) Das Salz in der Rechts- und Handelsgeschichte, Hall in Tirol, Berenkamp, 1991
- (it)Chioggia, capitale del sale nel Medioevo, Chioggia, Il Leggio 1991
- (de) Der Staat und das Messen und Wiegen, St. Katharinen, Scripta Mercaturae Verlag  1992
- Une activité universelle. Mesurer et peser à travers les âges, Caen 1993-1994
- La métrologie historique, Paris, coll. Que sais-je ? 1995 (traduit en japonais)
- Systèmes économiques et finances publiques (Les origines de l'État moderne en Europe), Paris, PUF 1996 (traduit de l'anglais)
- Diversité régionale et locale des poids et mesures de l'ancienne France, Caen 1996-97
- (it) Denaro, navi e mercanti a Venezia, Rome, Il Veltro 1999
- Venise et Bruges, l’essor urbain au Moyen Age, Paris, La Documentation française 1999
- Le sucre, de l’Antiquité à son destin antillais, Paris, Editions du CTHS 2000
- Hommes et paysages du sel, une aventure millénaire, Arles, Actes Sud 2001
- (it)Una Città nel Mediterraneo, l’Opulenta Salernum, Salerne, Il Pagusio 2001
- Le Monde du sel ; Mélanges offerts à Jean Claude Hocquet, Hall-in-Tirol, Berenkamp 2001
- (es)Comercio marítimo en el Mediterráneo medieval y moderno, Grenade, La Nao 2002
- (de) Kaufmannsbücher und Handelspraktiken vom Spätmittelalter bis zum beginnenden 20. Jahrhundert, Stuttgart, Steiner Verlag 2002
- (it) Le Saline dei Veneziani e la crisi al tramonto del Medioevo, Il Veltro, Rome, 2003
- Venise au Moyen Age (Les Belles Lettres, 2003, réédition 2005), traduit en italien et russe
- Venise et la mer : XIIe – XVIIIe siècle, Fayard et Le grand Livre du Mois, 2006
- Le Sel de la Baie, Histoire, archéologie, ethnologie des sels atlantiques, PU Rennes 2006
- Venise. Guide culturel d'une ville d'art, de la Renaissance à nos jours.  Les Belles Lettres, 2010
- Venise et le monopole du sel. Production, commerce et finance d'une république marchande. 2 tomes, Istituto Veneto di Scienze, Lettere ed Arti, Les Belles Lettres, Venise et Paris 2012
- Le Sel. De l'esclavage à la mondialisation, CNRS éditions, 2019 (traduit en chinois [mandarin])
- Les Monastères vénitiens et l'argent, École française de Rome no 559), 2020
- Maîtres et esclaves aux rivages de la Méditerranée (Xe – XIXe siècles), CNRS-éditions 2022 (traduit en arabe)
- Le marchand et les poids et mesures, Routledge, Londres et New York, Variorum (CS 1107), 2022
- Le saline di Trieste e Muggia (Archeologia e storia delle acque), Luglio editore, Trieste, 2022
- Avec P. Portet, Théories et pratiques des anciens systèmes de mesure pré métriques, Bibliographie de métrologie historique en Europe occidentale (France et pays voisins),504 pages, En ligne : https://www.academia.edu/866399207.
- The Merchant of Venice. The activity of patricians in the late Middle Ages (The Medieval Mediterranean) Brill 2024
- Avec Maja Grisonić,  Venezia e le saline dell’Adriatico, Luglio ed., Trieste 2025
- Venice between Magnificence and Miseries, Variorum, Taylor and Francis.
- Avec Antoni Tur Torres, Tradición en Ibiza. Producción y comercio en la isla de la sal (en cours)

## Distinctions
- prix de la fondation Roberto Cessi (Venise 1975) pour Le Sel et la fortune de Venise, vol. l, Production et monopole, vol. 2, Voiliers et commerce en Méditerranée 1200-1650, PU Lille 1978-1979
- prix Vovard de l'Académie de Marine (Paris 1980) pour Le Sel et la fortune de Venise, vol. l, Production et monopole, vol. 2, Voiliers et commerce en Méditerranée 1200-1650, PU Lille 1978-1979
- Lion d’Or de la région Veneto (Venise 1992) pour Chioggia, capitale del sale nel Medioevo, Chioggia, Il Leggio 1991
- prix Duchalais (Institut de France, Académie des Inscriptions et Belles Lettres) 1996, pour l'ensemble de l'œuvre et pour La Métrologie historique.
- médaille de l’Académie de Marine (Paris 2007) pour Venise et la mer, XIIe – XVIIIe siècles, Paris, Librairie Arthème Fayard 2006
- prix Diane-Potier-Boès de l’Académie Française pour l’ouvrage Venise et le monopole du sel. Production, commerce et finance d’une République marchande, 2 vol., Venise et Paris  2012